# Picea koraiensis
Picea koraiensis, la pícea de Corea,  (Jel koreiskaya en ruso, Hongpi yunshan en chino)  es una especie arbórea de coníferas de la familia Pinaceae. 

## Distribución
Es una especie nativa de la península de Corea, cerca del río Yalu, y en las riberas del río Ussuri, en Siberia, fundamentalmente.

## Descripción
Puede alcanzar los 30 metros de altura, y hasta 0.8 metros de anchura. Sus agujas son de entre 12 y 22 milímetros de largo, romboidales y en sección transversal. Las piñas son cilíndricas de entre 4 y 8 centímetros de largo y 2 de ancho, tienen escamas rígidas y suavemente redondeadas. Los vástagos son de color amarronado y pubescentes. No se conocen leyes o protocolos que protejan este árbol.

## Taxonomía
Picea koraiensis fue descrita por Takenoshin Nakai y publicado en Botanical Magazine 33: 195. 1919.
Etimología
Picea; nombre genérico que es tomado directamente del Latín pix = "brea", nombre clásico dado a un pino que producía esta sustancia
koraiensis: epíteto geográfico que alude a su localización en Corea. 
Variedades aceptadas
- Picea koraiensis var. pungsanensis (Uyeki ex Nakai) Farjon

Sinonimia
- Picea intercedens Nakai
- Picea intercedens var. glabra Uyeki
- Picea koyamae var. koraiensis (Nakai) Liou & Z.Wang
- Picea pungsanensis var. intercedens (Nakai) T.Lee
- Picea tonaiensis Nakai[4]